# Mile Sterjovski
Mile Sterjovski (Wollongong, 27 maggio 1979) è un allenatore di calcio ed ex calciatore australiano, di ruolo centrocampista, tecnico del Macarthur.

## Caratteristiche tecniche
Esterno sinistro, poteva essere impiegato come interno di centrocampo o come mediano.

## Carriera
Con l'Australia ha partecipato al Campionato mondiale Under-20 del 1999, alle Olimpiadi di Sydney del 2000 e al campionato del mondo 2006.
Nell'estate del 2014 annuncia il ritiro dal calcio giocato dopo aver totalizzato 418 incontri e 85 gol nei campionati: durante la sua carriera ha vestito le maglie di Lilla, Basilea e Derby County, giocando anche in Turchia per un breve periodo.

## Palmarès

### Giocatore

#### Competizioni nazionali
- Campionato australiano: 1

Central Coast Mariners: 2012-2013

### Allenatore

#### Competizioni nazionali
- Australia Cup: 1

Macarthur: 2024